# Ivo Bosch i Puig
Ivo Bosch i Puig (Arenys de Mar, 1852 - Sant Sebastià, 1915) fou un empresari català.

## Biografia
Fill d'un advocat i registrador de la propietat de la localitat d'Arenys de Mar, al Maresme, començà a treballar a Barcelona de dependent d'un corredor de borsa, després de no finalitzar els seus estudis de batxillerat. Coneixent tots els secrets dels negocis financers, adquirí ràpida fortuna. Amb un important capital acumulat, es traslladà l'any 1879 a París, on s'inicià en negocis que l'arribaren a ser membre d'importants societats com Societé Inmobiliere, L'acien Comptoir i, finalment, el 1887, del Crédit Mobilier, el qual arribà a dirigir i a arrossegar a una sèrie d'inversions i negocis de vegades no gaire encertats: Banco de Madrid, Companyia de Ferrocarrils de Puerto Rico, Camins de Ferros Colombians o Camins de Ferros del Sud d'Espanya.
Aprengué a desenvolupar-se en els mitjans polítics de madrileny i a aprofitar les facilitats del mercat financer parisenc. Aspirà infructuosament a ser candidat a diputat a Corts Generals com a independent per la circumscripció de la província d'Almeria a les eleccions generals espanyoles de 1896. A partir de 1900 se li multiplicaren els problemes i hagué d'abandonar, successivament, la Companyia de Ferrocarrils de Puerto Rico, Banco de Madrid i Crédit Mobilier, fent-se amb la major part de la seva empresa ferroviària espanyola, Camins de Ferros del Sud d'Espanya, companyia a la qual estigué vinculat des de la seva fundació. Aquesta empresa fou la concessionària de la línia Linares-Almeria, inaugurant-se els seus primers trams el 1885. L'any 1903 arribà a la presidència, que ostentà fins a la seva mort.